# Crail (circonscription du Parlement d'Écosse)
Crail dans le Fife était un burgh royal qui a élu un Commissaire au Parlement d'Écosse et à la Convention des États.
Après les Actes d'Union de 1707, Crail, Anstruther Easter, Anstruther Wester, Kilrenny et Pittenweem ont formé le district de Anstruther Easter, envoyant un membre à la Chambre des communes de Grande-Bretagne.

## Liste des commissaires de burgh
- 1661–63: James Moncreiff, baili  [1]
- 1665 convention, 1667 convention: John Daw, baili [2]
- 1678 convention, 1681–82: George Moncrieff, portioner of Sauchop, baili [3]
- 1685–86: John Preston [4]
- 1689 convention, 1689–1701, 1702–07: George Moncrieff of Sanchope[5]